# Real de Las Palmas
El Real de Las Palmas o Real de las tres palmas fue un antiguo asentamiento militar y posterior centro poblacional ubicado en la actual ciudad de Las Palmas de Gran Canaria y origen de la misma.

## Historia

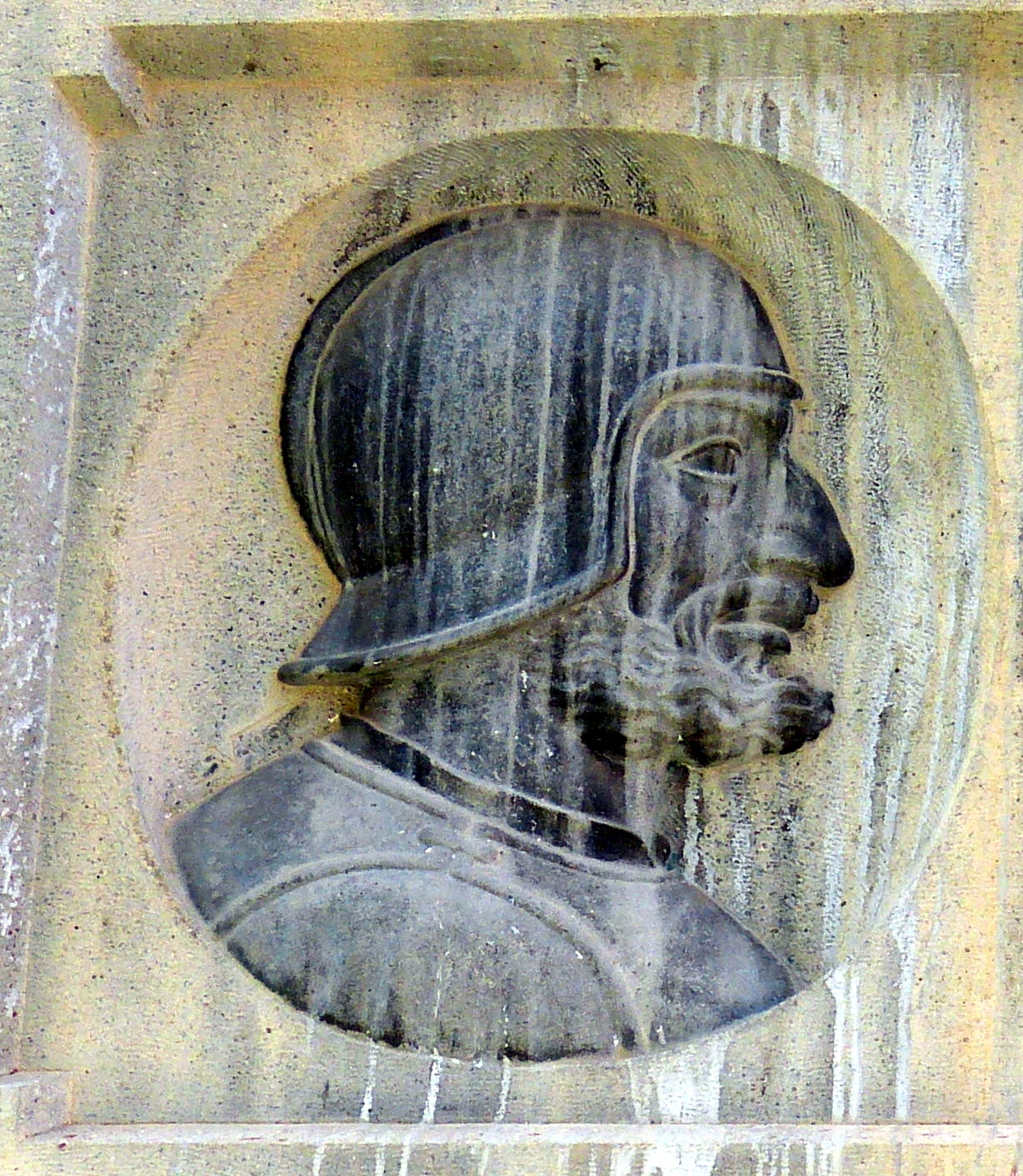
Imagen de Juan Rejón en la Casa de Colón, barrio de Vegueta

### Periodo de conquista
Durante la conquista de la isla de Gran Canaria por parte de la Corona de Castilla, los conquistadores se vieron en la necesidad de establecer un campamento permanente alejado de los principales núcleos de la población nativa local (Canarios), ubicados en las zonas más interiores y montañosas de la isla, y que estuviera lo suficientemente cerca de los navíos. El 24 de junio de 1478 el capitán Juan Rejón, junto a un número desconocido (se estima que fueron entre 600 y 1300) soldados, desembarcó en las playas de la bahía de La Isleta, estableciendo así al margen del actual Barranco Guiniguada el Real de Las Palmas. 
Las ventajas que ofrecía la zona eran amplias. La cercanía a la costa y su ubicación en la bahía de La Isleta favorecía el fondeo de los barcos en un lugar naturalmente resguardado del oleaje. Además, el relativo poco desnivel de la zona ofrecía una gran facilidad para la construcción de un campamento. Al estar ubicado en el Barranco Guiniguada, el flujo de agua potable y fresca proveniente de la zona alta de la isla proporcionaba un lugar ideal para cumplir los plazos de proyección y asimilación de la isla. 

#### Defensa y final de la conquista
Este campamento era defendido por estructuras rocosas y troncos de palmera, abundantes en la zona y las cuales dieron nombre al campamento. Este “fortín” sirvió como punto inicial de diversas incursiones hacia el interior de la isla. Fue aquí donde comenzaron diversas luchas de poder entre los diferentes mandos de la Corona de Castilla destinados en el Real, provocando así el envío del primer gobernador; Pedro de Vera,el cual posteriormente, en 1483, daría por concluida la conquista de la isla de Gran Canaria. 

### Expansión del Real

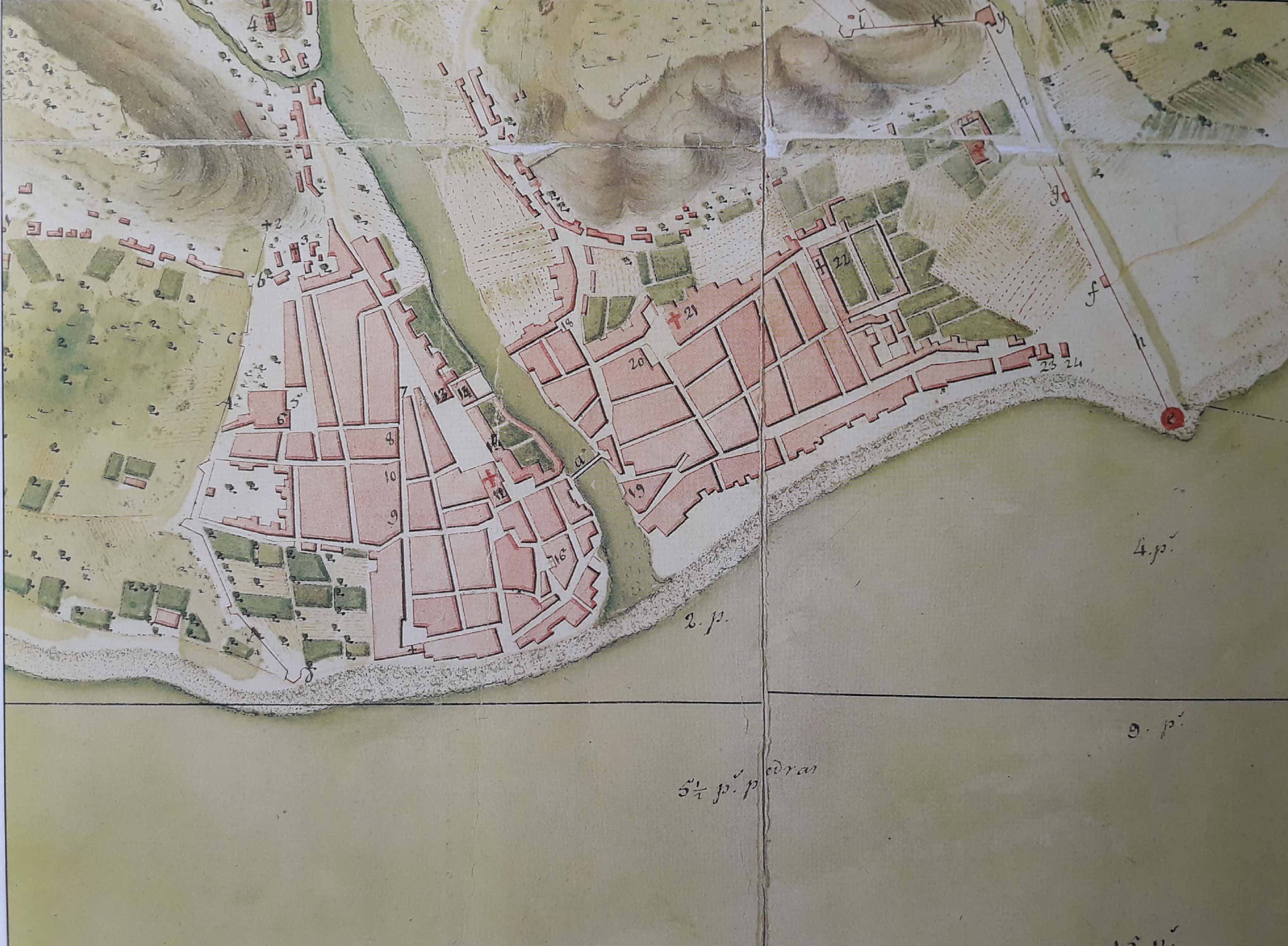
Plano del asentamiento de 1792, en que se observa (a la izquierda) el barrio de Vegueta y (a la derecha) el barrio de Triana

Una vez concluidos los esfuerzos de conquista de la isla, las primeras instituciones se empiezan a establecer en el Real de Las Palmas: Cabildo y Obispado
Durante el siglo XV se comenzó la construcción de diversos puentes rudimentarios de madera que cruzarían el Barranco Guiniguada para continuar con la expansión del Real de Las Palmas. Es así que se comienza con la construcción del actual barrio de Triana. El importante crecimiento del (todavía) Real de Las Palmas configuró así el mapa del poblado hasta mediados del siglo XIX, contando con dos núcleos urbanos diferenciados por el caudal de Guiniguada: Vegueta y Triana. Además, se comienza a explorar el desarrollo de campos de Caña de azúcar, la cual, gracias al clima único del lugar, tiende a prosperar exponencialmente

#### Población
Se estima que la población del Real de Las Palmas alcanzó una cifra habitacional que ronda desde los 1500 hasta las 2500 personas habitantes del lugar,la cual estaba compuesta fundamentalmente por conquistadores y soldados, además de aborígenes Canarios y comerciantes de diversas procedencias (andaluces, castellanos, vascos...). La clase social más adinerada se estableció en el barrio de Vegueta, mientras que comerciantes, pescadores y extranjeros se establecieron en el barrio de Triana. 